# Шеналь, Пьер
Пьер Шеналь (фр. Pierre Chenal, настоящее имя Филипп Пьер Коэн; 1904—1990) — французский кинорежиссёр и сценарист бельгийского происхождения. Пик творческого рассцвета приходится на 1930-е годы, когда он работал в направлениях поэтический реализм и нуар. Наиболее известен по фильму «Последний поворот» (фр. Le Dernier Tournant) — первой экранизации романа Джеймса Кейна «Почтальон всегда звонит дважды».

## Биография
Занимался творчеством в различных жанрах и художественных направлениях кинематографа. Из картин, которые исполнены им в духе поэтического реализма, необходимо выделить фильм «Улица без имени» (фр. «La Rue sans nom», 1933 год). Это рассказ о районе проживания беднейших рабочих и деклассированных элементов, где нищета порождает отчаяние, ксенофобию, алкоголизм. Другая работа режиссёра — экранизация романа Ф. М. Достоевского «Преступление и наказание» (фр. «Crime et châtiment», 1935 год): главный герой — социопат Родион Раскольников, любящая его Соня Мармеладова, которая поддерживает его духовно, но не в силах изменить его судьбу. Этот фильм номинировался на главный приз Венецианского кинофестиваля 1935 года.
В дальнейшем Шеналь отошёл от творчества в художественных рамках поэтического реализма. Отчасти это вызвано спросом американского кинорынка (после оккупации Франции нацистской Германией Шеналь эмигрировал в Аргентину). Там он чаще работал в жанре триллера, используя художественные приёмы фильмов-нуар.
С 1938 года женат на актрисе Флоренс Марли (1919—1978). В 1955 году брак расторгнут.
В 1985 году удостоен специального приза Фестиваля детективного кино MystFest в Каттолике (Италия) за влад в кинематограф на протяжении всей карьеры.

## Избранная фильмография
- 1933 — Улица без имени / Rue sans nom (La)
- 1934 — Преступление и наказание / Crime et châtiment (по роману Ф. Достоевского)
- 1936 — Мятеж на Эльсиноре / Mutinés de l’Elseneur (Les) (по роману Джека Лондона)
- 1937 — Алиби / Alibi (L')
- 1937 — Человек ниоткуда / Fu Mattia Pascal (Il)
- 1938 — Мальтийский дом / Maison du Maltais (La)
- 1939 — Последний поворот / Dernier tournant (Le)
- 1946 — Ярмарка химер / Foire aux chimères (La)
- 1947 — Скандал в Клошмерле / Clochemerle
- 1958 — Опасная игра / Jeux dangereux (Les)
- 1959 — Зверь в засаде / Bête à l’affût (La)
- 1960 — Ночи Распутина / Les Nuits de Raspoutine
- 1970 — Красивый спящий лес / Вelles au bois dormantes (Les)